# Vapor Maipú
El vapor Maipú fue un vapor de la Armada de Chile que participó durante la Guerra contra España donde capturó a los transportes españoles Odessa y Vascongadas en el estrecho de Magallanes. El buque fue adquirido en Inglaterra, en virtud de la Ley de 20 de agosto de 1857, que ordenaba, a su vez, la enajenación en subasta pública de los bergantines  Ancud y Meteoro, la corbeta Constitución, y el bergantín goleta Janequeo.
Algunos historiadores señalan que el Maipú participó en el combate naval de Abtao, durante la guerra hispano-sudamericana. Sin embargo, documentos de la Armada de Chile y testimonios de participantes chilenos sitúan al Maipú en misión por el estrecho de Magallanes en el momento del combate. Además protagonistas españoles señalan ser sabedores de que el Maipú había pasado hacia el Sur (de Chiloé).